# Национальная библиотека Гвинеи
Национальная библиотека Гвинеи — центральная библиотека Гвинеи, расположенная в столице Конакри.

## История
Национальная библиотека была создана в том же году, когда страна обрела независимость: 1958. Она была создана путём простого переименования конакрийского филиала Французского института Африки. Она не получила значительной государственной поддержки, но к 1961 году у неё появился единственный в стране специально обученный библиотекарь, новый квалифицированный персонал, правительство начало выделять деньги. К концу 1967 года фонды библиотеки включали 11000 томов и 300 экземпляров периодических изданий, часть фонда была собрана путём получения передач, подарков и покупок. В следующем году библиотека переехала в меньшее и более старое здание, но ближе к центру, также на работу поступил новый библиотекарь, который учился во Франции. Однако оба библиотекаря были переведены в другое место, бюджет сократился. Наконец, в 1985 году библиотеке пришлось обходиться только пожертвованиями.
В 1986 году библиотека была закрыта в рамках правительственных мер по экономии бюджета, в результате которых были уволены 45000 государственных служащих. Примерно в это время коллекция содержала более 40000, возможно, приблизительно 60000 томов, но они были рассредоточены по складским помещениям, в том числе в подвале Народного дворца и здании главной типографии Гвинеи. Большинство сотрудников искали работу в другом месте.
Доктор Чейк Силла Баба является генеральным директором библиотеки с 1998 года. Он боролся за сохранение библиотеки, несмотря на десятилетия безразличия правительства. В настоящее время библиотека имеет собственное здание в музейном комплексе в квартале Сандервалия в Конакри. В марте 2015 года был заложен первый камень в новое здание библиотеки недалеко от Университета Гамаля Абделя Насера в Конакри.
В библиотечной коллекции находится полный набор из 159 виниловых записей звукозаписывающей компании Syliphone, созданной государством для поддержки музыки Гвинеи и местных исполнителей.